# Tsuga sieboldii
Tsuga sieboldii, la tsuga del sur del Japón, (en japonés, simplemente tsuga 栂) es una especie arbórea perteneciente a la familia de las Pináceas. Esta conífera es originaria de las islas japonesas de Honshū, Kyūshū, Shikoku y Yakushima. En Europa y Norteamérica el árbol a veces se usa como ornamental y ha sido cultivada desde 1861.

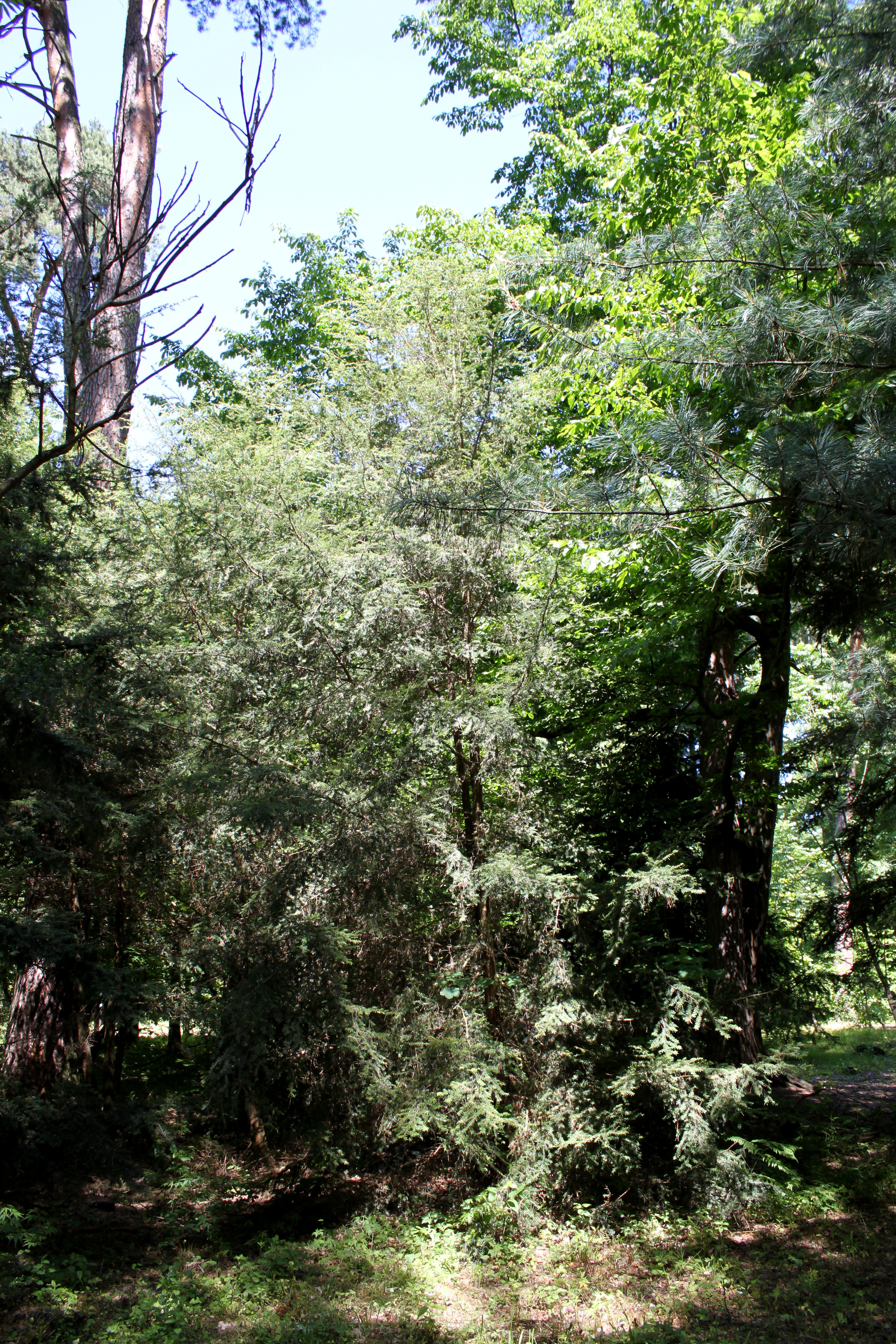
Vista de la planta

## Descripción
El árbol a veces está muy ramificada desde la base y la densa corona es ampliamente cónica y apuntada. La corteza es de color gris rosáceo oscuro. Es suave con pliegues horizontales cuando el árbol es joven, pero más tarde se rompe en cuadros y se convierte en escamosa. Los brotes glabros son pálinos de un color ocre brillante, pero pueden variar al blanco o al marrón claro. La base del pecíolo es de color marrón rojizo. Las hojas están densamente dispuestas en filas planas irregulares. Son anchas y redondeadas en comparación con otras especies del género Tsuga, y luego varían en longitud desde 0,7 cm a 2 cm de largo por alrededor 0,2 cm de ancho. Son romos con puntas cortadas y brillante verde oscuro por encima. El envés de las hojas tienen dos bandas estomatales blanco apagado y anchas. Las yemas son estrechas en la base  ovoides, de color naranja oscuro. Sus escamas son convexas.

## Taxonomía
Tsuga sieboldii fue descrita por Élie-Abel Carrière  y publicado en Traité Général des Conifères 186. 1855.
Etimología
Tsuga: nombre genérico que es el nombre vernáculo en Japón para la especie Tsuga sieboldii.
sieboldii: epíteto otorgado en honor del botánico Philipp Franz von Siebold.
Sinonimia
- Abies tsuga Siebold et Zucc.
- Pinus tsuga (Sieb. et Zucc.) Antoine
- Tsuga tsuja (Sieb. et Zucc.) A.Murray
- Pinus sieboldii (Carr.) W.R. McNab
- Pinus araragi Siebold;
- Tsuga araragi (Siebold) Koehne
- Abies araragi Siebold
- Abies hanburyana Gordon
- Micropeuce sieboldii Gordon
- Tsuga araragi (Endl.) Koehne[4]

1. ↑  Nombre vulgar preferido en castellano, en Árboles: guía de campo; Johnson, Owen y More, David; traductor: Pijoan Rotger, Manuel, ed. Omega, 2006. ISBN 978-84-282-1400-1. Versión en español de la Collins Tree Guide.
2. ↑  Mitchell, Alan (1974). Trees of Britain & Northern Europe. Londres: Harper Collins Publishers. pp. 146. ISBN 0-00-219213-6.
3. ↑  «Tsuga sieboldii». Tropicos.org. Missouri Botanical Garden. Consultado el 23 de febrero de 2014.
4. ↑  Tsuga sieboldii en PlantList